# Ярчен Гар
Ярчен Гар (тиб. ཡ་ཆེན་སྒར་; Вайли ya chen sgar; тиб. пиньинь Yaqên gar), официально известный как храм Якен Оргьян (тиб. ཡ་ཆེན་ཨོ་རྒྱན་བསམ་གདན་གླིང་།; THL Yachen Orgyen Samden Ling) — тибетский буддийский монастырь школы Ньингма, включающий в себя буддийский институт и жилой район в уезде Бэю (Пальюл), Гардзе-Тибетский автономный округ, провинция Сычуань, КНР. Большинство жителей этого места - монахини, поэтому Ярчен Гар ещё называют «Городом монахинь». К концу 2019 года более половины жилых домов этого монастыря были снесены китайскими властями, а часть населения депортировано в лагеря политического перевоспитания.

## История
Ярчен Гар был основан Ачуком Ринпоче в начале 1980-х годов. Монастырь посвящен сохранению тибетской буддийской культуры в противовес Культурной революции в Китае. Довольно часто монахини Ярчен Гара применяют особую практику йоги под названием Туммо. На пике своего развития сангха Ярчен Гара, состоящая из примерно 10000 монахинь и монахов считалась самой большой их концентрацией в мире.
Большинство монахов и монахинь приехали в Ярчен Гар в 2001 году из монастыря Ларунг Гар. В том году начался его снос.
В 2011 году, после смерти главы и основателя монастыря Ачука Ринпоче, новым главой стал Асанг Тулку.

### Снос монастыря и депортация населения
В августе 2017 года, после принудительного сноса буддийского института Ярчен Гара, власти уезда Бэю (Пальюл) приступили к сносу его жилых построек с целью насильственного выселения большей части его жителей. По информации Радио «Свободная Азия», после массовой депортации тибетских монахинь Ярчен Гара, их отправили в лагеря политического перевоспитания, похожие на те, что китайские власти строят в Синьцзяне. Большинство таких лагерей находится в уезде Джомда. Также было неоднократно зафиксировано, что в таких лагерях перевоспитания депортированные монахини подвергались насилию. Согласно спутниковым исследованиям и свидетельствам, собранными тибетскими неправительственными организациями, в августе 2019 года район был расчищен. По мнению общественной организации Free Tibet, расчистка жилых районов нужна для строительства туристической инфраструктуры. В феврале 2020, в одном из лагерей политического перевоспитания, тибетская монахиня из Ярчен Гара покончила жизнь самоубийством, причиной которому стали условия содержания.
По данным нескольких общественных организаций, 5000 монахов и монахинь были изгнаны из Ярчен Гара в период с 2016 по начало 2020 года. По другим данным, только в одном 2019 году из Ярчен Гара было выселено около 7000 монахов. Подобная программа проводилась в монастыре Ларунг Гар, находящегося неподалёку. Многие депортированные монахи и монахини из Ларунг Гара впоследствии переехали в Ярчен Гар.

### Реакция на депортацию и перевоспитание населения
- ООН: В 2017 году шесть экспертов ООН по правам человека осудили власти КНР за снос монастырей и депортацию населения[15].
- США: В 2018 году Госдепартамент США выразил обеспокоенность в связи с продолжающимся разрушением монастырей Ярчен Гар и Ларунг Гар[16].

## Географическое положение
Ярчен Гар находится на высоте 4000 метров над уровнем моря в изолированной долине уезда Бэю (Пельюл), в 400 км к западу от города Чэнду.